# Comuna Horbove, Kulîkivka
Horbove (în ucraineană Горбове) este o comună în raionul Kulîkivka, regiunea Cernihiv, Ucraina, formată din satele Hluzdî, Horbove (reședința) și Uborkî.

## Demografie
Componența lingvistică a comunei Horbove
     Ucraineană (98,43%)
     Rusă (1,43%)
     Alte limbi (0,14%)
Conform recensământului din 2001, majoritatea populației comunei Horbove era vorbitoare de ucraineană (98,43%), existând în minoritate și vorbitori de rusă (1,43%).